# Alegrense Futebol Clube
O Alegrense Futebol Clube é um clube brasileiro de futebol de Alegre, cidade do sul do estado do Espírito Santo. Bicampeão estadual em 2001 e 2002, deixou de disputar competições profissionais em 2004, por problemas financeiros.

## História
Foi fundado como um clube amador em 30 de janeiro de 1971, mas de cores alvirrubras e seu escudo idêntico ao do America, do Rio de Janeiro.
Um dos principais feitos no período amador foi em 1972. Neste ano, Mané Garrincha se aposentou do futebol e passou a percorrer por vários estados disputando jogos festivos. Por convite do funcionário público Rachid Abdalla, em 2 de setembro, Garrincha disputou um jogo contra o Estrela do Norte, de Cachoeiro de Itapemirim, vencendo por 3–1, mesmo sem fazer gol. Ele recebeu Cr$ 3.000 para se apresentar em Alegre, e é considerado pela população como um feito memorável e inesquecível da cidade.
Nos seus primeiros anos, conquistou o tricampeonato seguido da Liga Serrana do Sul (torneio do sul do estado) em 1971, 1972 e 1973, mas passou por problemas financeiros e foi desativado. Com o rebaixamento do Comercial de Alegre, surgiu a ideia de reativar o Tricolor, com o potencial de atrair a torcida do Comercial e Rio Branco, os dois principais clubes de Alegre na época.
O Alegrense se profissionalizou no final da década de 1990, alterando suas cores e escudo. Estreou na segunda divisão estadual de 2000, na qual garantiu o acesso à primeira divisão após ser vice-campeão, atrás do Cachoeiro. Em 2001, seu primeiro jogo na história da primeira divisão foi contra o Rio Branco, com uma goleada por 4–1. Em 23 de maio, no quadrangular final, sagrou-se campeão estadual com duas rodadas de antecedência ao vencer o Serra por 3–1.
Em 2002, com forte apoio local e da prefeitura, repetiu o feito, desta vez vencendo o Rio Branco na final. Em 2003, avançou de fase mas ficou apenas em quarto no quadrangular. Em 2004, o clube desistiu do estadual alegando problemas financeiros, e não retornou. Desde 2014 ensaia uma volta às competições profissionais.
Graças aos títulos estaduais, pode disputar duas Copas do Brasil, mas não avançou da primeira fase. Em 2002 onde foi eliminado pelo Botafogo por 3–3 pela regra dos gols fora de casa. Em 2003, foi eliminado pelo Criciúma por 8–3 no agregado.

## Símbolos

### Hino
A letra e música é de autoria de Luiz Alberto Valadão de Azeredo, com arranjos do maestro Wilson Laerte de Oliveira.

## Títulos
| ESTADUAIS | ESTADUAIS           | ESTADUAIS | ESTADUAIS   |
|           | Competição          | Títulos   | Temporadas  |
| --------- | ------------------- | --------- | ----------- |
|           | Campeonato Capixaba | 2         | 2001 e 2002 |